# Súper 6 2021-22
El Súper 6 2021-22 fue la segunda edición del torneo profesional de rugby de Escocia.
El primer campeón del torneo, luego de la suspensión por la pandemia de COVID-19, fue el elenco de Ayrshire luego de vencer por 26 a 16 a Southern Knights.

## Sistema de disputa
Cada equipo disputó sus encuentros frente a cada uno de los rivales en condición de local y de visita.
Luego de la fase regular los dos mejores clasificados disputaron la final.
Puntuación
Para ordenar a los equipos en la tabla de posiciones se los puntuará según los resultados obtenidos.
- 4 puntos por victoria.
- 2 puntos por empate.
- 0 puntos por derrota.
- 1 punto bonus por ganar haciendo 3 o más tries que el rival.
- 1 punto bonus por perder por siete o menos puntos de diferencia.

## Temporada Regular
Actualizado a últimos partidos disputados el 10 de octubre de 2021 (10.ª Jornada).
| Pos. | Equipo            | Encuentros | Encuentros | Encuentros | Encuentros | Tantos | Tantos | Tantos | PB | PB | Puntos |
| Pos. | Equipo            | PJ         | PG         | PE         | PP         | F      | C      | Dif    | BO | BD | Puntos |
| ---- | ----------------- | ---------- | ---------- | ---------- | ---------- | ------ | ------ | ------ | -- | -- | ------ |
| 1.º  | Southern Knights  | 10         | 7          | 1          | 2          | 268    | 173    | +95    | 5  | 1  | 36     |
| 2.º  | Ayrshire Bulls    | 10         | 6          | 0          | 4          | 268    | 183    | +85    | 4  | 3  | 31     |
| 3.º  | Watsonians        | 10         | 5          | 0          | 5          | 251    | 224    | +27    | 5  | 3  | 28     |
| 4.º  | Stirling County   | 10         | 4          | 1          | 5          | 205    | 266    | -61    | 3  | 3  | 24     |
| 5.º  | Heriot's Rugby    | 10         | 4          | 0          | 6          | 177    | 246    | -69    | 2  | 2  | 20     |
| 6.º  | Boroughmuir Bears | 10         | 3          | 0          | 7          | 178    | 255    | -77    | 1  | 1  | 14     |

|  | Finalistas. |

## Fase Final

### Quinto puesto
| 16 de octubre de 2021 | Heriot's Rugby | 15 - 21 | Boroughmuir Bears |  |  |

### Tercer puesto
| 15 de octubre de 2021 | Watsonians | 21 - 19 | Stirling County |  |  |

### Final
| 17 de octubre de 2021 | Southern Knights | 16 - 26 | Ayrshire Bulls |  |  |

| Bandera de Escocia     |
| Campeón Ayrshire Bulls |
| Primer título          |